# Jalil Mammadguluzade
Jalil Mammadguluzade (en azerí: Cəlil Məmmədqulu oğlu Məmmədquluzadə; nació el 22 de febrero de 1869 en Najicheván, distrito de Najicheván, Imperio de Rusia y falleció el 4 de enero de 1932 en Bakú, R.S.S. de Azerbaiyán, RSFST, URRS) — escritor, dramaturgo, periodista, figura pública de Azerbaiyán; fundador y director de la escuela literaria "Molla Nasreddin".
Jalil Mammadguluzade también es considerado una figura pública que fundó por primera vez las ideologías del feminismo y de la igualdad de derechos entre mujeres y hombres en Azerbaiyán y en el Este.

## Biografía

### Primeros años
Jalil Mammadguluzade nació en la ciudad de Najicheván el 22 de febrero de 1869. Su educación primaria la obtuvo en una escuela musulmana, luego continuó su formación en la escuela de la ciudad de Najicheván de tres grados. En 1887 se graduó en el Seminario de Maestros de Gori. Trabajó como maestro en las aldeas Ulukhanli de la provincia de Iravan, Bash Norashen (ahora Jalilkand en la región de Sharur) y Nehrem de la región de Najicheván (1887-1897). Sus años de trabajo como maestro fueron muy fructíferos para la futura creatividad del literato. El drama alegórico en verso "Chay Dasgahi" ("Juego de té"), escrito en 1889, es uno de sus primeros trabajos. En este período, también escribió algunas de sus pequeñas historias, la comedia "Kishmish oyunu” (Juego de pasas) y la narración "Danabash kendinin ehvalatlari” (Historias de la aldea de Danabash” (1894, fue publicado en 1936)).  En verano del año 1895 viajó a Moscú y San Petersburgo y se familiarizó con la vida cultural de esta ciudad. Trabajó en distintas oficinas jurídicas de Najicheván e Iraván. En 1896 se casó por primera vez. En 1897 nació su hija Munavvar, su esposa Halima khanim no sobrevivió al parto. En 1900 se casó con Nazli khanim Kangarli, la hermana de Mahammadgulu bey Kangarli, uno de los juristas más prominentes de su época. Pero, más tarde, las relaciones entre Mirza Jalil y Nazli khanim se deterioraron. En 1903 Nazli khanim dio a luz a un bebé prematuro, que falleció, y este suceso afectó sus nervios. Mirza Jalil junto con Mahammadgulu bey llevan a la enferma a Tbilisi y la hospitalizan en el hospital de enfermedades del sistema nervioso, Mikhailov por consejo de los médicos. Sin embargo, la enfermedad de Nazli khanim se agravó, ella se negó categóricamente a comer y en poco tiempo murió. Él se casó por tercera vez con Hamida khanim Ahmadbey gizi Javanshir el 15 de junio de 1907 y tuvo dos hijos de este matrimonio, Midhat y Anvar.

### Carrera
Trabajó en la oficina editorial del periódico "East-Russia" publicado en Tbilisi desde 1903. El periódico "Shargi-Rus" y su editor, Mahammad Agha Shahtakhtinski, desempeñaron un papel significativo en la formación de J. Mammadguluzade como escritor y periodista. Su primera obra “Pocht gutusu” (Buzón), “Kishmish oyunu” (Juego de pasas), historias traducidas de “Labor, muerte y enfermedad” de L.N.Tolstoy fueron publicados por primera vez en este periódico. En noviembre de 1904 fue editor temporal del periódico "Shargi-Rus".
Cuando "Shargi-Rus" cerró sus puertas en 1905, Mammadguluzada, el periodista Omar Faig Nemanzada y el comerciante Mashadi Alasgar Bagirzada juntos compraron la imprenta de este periódico y lo llamaron "Geyrat". En los años 1905 y 1907 los primeros libros de J.Mammadguluzade (“Pocht gutusu”, “Usta Zeynal” (Maestro Zeynal), “Gurbanali bey”, “Iranda hurriyyet” (Libertad en Irán)) fueron publicados en la imprenta de “Geyrat”. El mismo año J.Mammadguluzade abrió una escuela y un internado para niños en Tbilisi. En 1905 publicó los artículos "Binasiblar" (Sin destinos) y "Hayirdua" (La bendición), describiendo la dura vida de los trabajadores de Azerbaiyán del Sur en el periódico "Kavkazski Rabochi Listok". Aunque a J.Mammadguluzade le dieron permiso para publicar un diario titulado “Novruz”, bajo la influencia del movimiento de libertad prefirió publicar una revista satírica.

### Molla Nasraddin

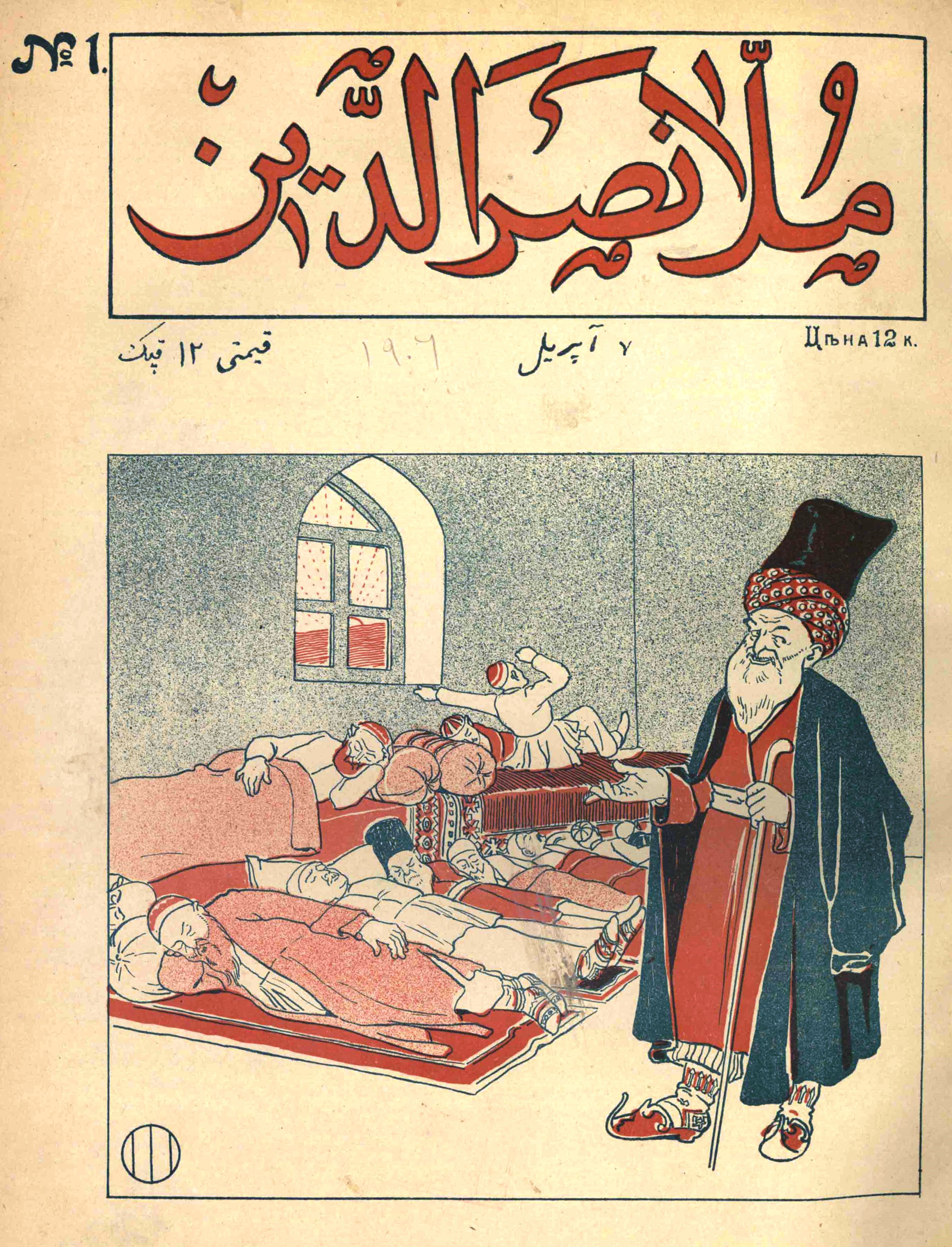
La página portada de la revista Molla Nasreddin (1906), cuyo editor fue Jalil Mammadguluzade durante 25 años (1906)

Con la publicación de la revista "Molla Nasreddin" el 7 de abril de 1906 (20 de abril de 1906), sentó las bases del periodismo satírico en Azerbaiyán, así como en el mundo turco-musulmán por primera vez. Desde entonces, fue conocido con el nombre de Molla Nasreddin. Desarrollaron una relación sólida de ideas y creatividad con los escritores y periodistas como Mirza Alakbar Sabir, Nariman Narimanov, Abdurrahim bey Hagverdiyev, Mammad Said Ordubadi, Omar Faig Nemanzade, Ali Nazmi, Aligulu Gamkusar. Gracias a las ideas de democracia profunda y libertad expresadas por J. Mammadguluzade la revista ganó el amor de todo el pueblo y gran reputación en el ámbito internacional. Los partidarios de “Molla Nasreddin” crearon una poderosa escuela de prensa y literatura llamada “Escuela de Molla Nasreddin” en el Medio Oriente. "Molla Nasreddin" se convirtió en un ejemplo para las revistas satíricas como "Sura-Israfil" (Azerbaiyán), "Nasimi-Shimal" (Irán), "Yem" (Turquía), "Uklar", "Yeshen" (Tatarstan), "Tokmak" (Turkmenistán), “Sinek” (Crimea), etc. A. Lahuti, A. Turkay, M. Dehkhuda, A. Gilani eligieron al "tío Molla" su maestro. Además de Rusia, la revista también tenía varias filiales en Asia, Europa y América. Al igual que otros partidarios de Molla Nasreddin, J.Mammadguluzade fue sometido a una persecución y opresión de los enemigos irreconciliables. El gobierno zarista a menudo lo llevaba ante la justicia, realizaba inspecciones en la imprenta de “Geyrat” y, a veces, paraba la publicación de “Molla Nasreddin". La revista "Molla Nasreddin" jugó un gran papel en la nación de una amistad sólida entre el escritor y M.A.Sabir. 
En junio de 1920 J.Mammadguluzade se mudó a Tabriz con su familia y en 1921 publicó 8 números de la revista Molla Nasreddin. En 1922 "Molla Nasreddin" continuó su publicación aquí. Fue editor del periódico "Yeni Yol" (Nuevo Camino), miembro del Comité Central del Nuevo Alfabeto de toda la Unión, coorganizador del Teatro de Crítica y Propaganda de Bakú, trabajó en las imprentas como "Maarif ve medeniyyet" (Educación y cultura), "Yeni kend" (Nueva aldea), "Sharg gadini" (Mujer del Este, ahora "Mujer de Azerbaiyán"), etc. A partir de la segunda mitad del siglo XX, en la vida de J.Mammadguluzade empezó un período de serios trastornos. Aplicaron una censura grave a la revista de “Molla Nasreddin”, cuyo editor era Jalil Mammadguluzade y redujeron el subsidio estatal asignado para la revista. Incluso, fue considerado más conveniente que la revista de Molla Nasraddin funcionara como un cuerpo de la Sociedad Luchadora de Ateos. No le invitaban a muchas reuniones a nivel estatal, a eventos literario-culturales y publicaban artículos críticos sobre él, todo esto se convirtió en golpes morales impredecibles para el gran literato demócrata. Todo esto deterioró seriamente la salud del escritor. A lo largo de 40 años de trabajo creativo Jalil Mammadguluzade desempeñó un papel excepcional en el incremento del nivel de la literatura realista de Azerbaiyán en una etapa nueva, más alta, con las obras que escribió en diferentes géneros (drama, relato, narración, poesía, publicidad, crítica literaria, recuerdos, etc.). J. Mammadguluzade fue un partidario constante del realismo, un propagandista y teórico en sus opiniones literario-estéticas. J. Mammadguluzade apoyó las tradiciones de M.F.Akhundov y tuvo una dura lucha contra la abstracción, las apariciones de formalismo, las tendencias de neutralidad y la incredulidad en el arte. Uno de los objetivos más grandes de su trabajo creativo era poner la literatura y la prensa al alcance de todo el pueblo, incluso de personas simples, sin educación y analfabetos. Aún en su narración “Historias de la aldea de Danabash” y en las primeras historias J. Mammadguluzade eligió el camino del realismo crítico. Estas obras retrataron profundamente y con un llamado al desarrollo y la prosperidad las relaciones feudales y patriarcales que dominaban en una aldea de Azerbaiyán de aquel entonces, la arbitrariedad de los funcionarios y figuras religiosas zaristas, la pérdida de conciencia y el atraso en las mentes, el fervor y la desesperación, el destino doloroso de las mujeres. J. Mammadguluzade junto con sus amigos de pluma y oficio desarrolló la sátira azerbaiyana aún más y la enriqueció con un contenido democrático. Sus historias como "Pocht gutusu" (El Buzón, 1905), "Usta Zeynal" (Maestro Zeynal), "Iranda hurriyyat" (Libertad en Irán, 1906), "Gurbanali bey" (1907), la obra famosa “Oluler” (Los muertos) criticaron con odio las desgracias del entorno y tradujeron sus sueños sobre la vida brillante. La comedia “Oluler” (Los muertos), que fue presentada en un espectáculo por primera vez en Bakú en 1916, fue acogida calurosamente por H. Hajibeyov y N.Narimanov. El trabajo creativo de J. Mammadguluzade incluye ampliamente los problemas como la conciencia nacional, la independencia y el destino de su pueblo ("El libro de mi madre", 1919), la educación familiar, en general, las ideas de educación ("Escuela de la aldea de Danabash", 1921), etc. En su pieza de teatro "Kamancha" (1920) sobre el conflicto entre Armenia y Azerbaiyán, reflejó el humanismo profundo de su pueblo. En su comedia “Deli yiginjagi” (Reunión de locos, edición 1936) critica las relaciones feudales-patriarcales y el fanatismo. Utilizó el género satírico en la literatura más publicitada, así como en la creatividad artística. Es autor de cientos de artículos periodísticos, miniaturas satíricas que critican la tiranía, la injusticia social, el fanatismo, la superstición, la ignorancia, el imperialismo occidental. También, por medio de varias ilustraciones satíricas desenmascara a los “grandes” como II Nicolás, Mammadali Shah, Sultan Abdulhamid, Kayzer Wilhelm y otros. En la obra titulada "La República" (1917) exige el poder popular y una república democrática. 
Las obras publicísticas de J. Mammadguluzade tratan de los problemas socioclturales como los temas nacionales, las revoluciones de Irán y de Turquía, la libertad de las mujeres, la educación, la literatura, el arte, la lengua materna, etc.  El escritor, que tenía conocimientos más profundos y multilaterales, escribió sobre Darwin, Epicure y Sócrates, Shakespeare y Schiller, Kant y Spinoza, Holbach y Leibniz, Glinka y Beethoven, Derjavin y Pushkin, Zoroastro y Mani, diversas tendencias políticas, filosóficas, religiosas, sociológicas, rechazó las ideas irracionales, y trató de propagar los grandes logros de la raza humana. Entre los años 1922 y 1930 J. Mammadguluzade trabajó diligentemente para convertir a Molla Nasreddin en una de las imprentas más revolucionarias, preparando a una gran generación de escritores y artistas jóvenes para trabajar en el ámbito de periodismo satírico. En aquellos años J.Mammadguluzade estaba realizando una búsqueda creativa con el fin de darle a la sátira un nuevo contenido social. Ha enriquecido la literatura azerbaiyana con nuevos géneros y formas literarias gracias a sus trabajos periodísticos, en prosa y drama. En particular, fue considerado un gran maestro de las pequeñas historias. La rica herencia literaria de J. Mammadguluzade, la revista "Molla Nasreddin", ha influido en el desarrollo de la opinión pública literaria, el movimiento democrático-educativo no solo en Azerbaiyán, sino también en el Medio Oriente, especialmente en Irán y Turquía.

## Memoria
Las obras de J.Mammedguluzade han sido traducidas a varios idiomas. En la República de Azerbaiyán una serie de calles y establecimientos educativos y culturales llevan su nombre, incluyendo el Teatro Estatal de Drama Musical de Najicheván y el Museo de Literatura de la República Autónoma de Najicheván. En 1967 la antigua región y ciudad de Astraján fue llamada Jalilabad y la aldea de Norashen, donde trabajó el escritor la llamaron Jalilkand. Erigieron estatuas de él en Najicheván y Jalilabad. Fueron abiertas casas y museos en Bakú y Najicheván. Asimismo, hay museos conmemorativos en Nehrem y Jalilkand.
Sus aniversarios del centenario y 125 años fueron celebrados con sendas ceremonias. 
El 17 de enero de 2019 el Presidente de Azerbaiyán firmó un decreto para celebrar el 150 aniversario de Jalil Mammadguluzade.

## Puntos de vista religiosos
Las opiniones religiosas de Jalil Mammadguluzade han sido disputadas. Algunas fuentes afirman que era un ateo, mientras que otras afirman que apoyó la democracia musulmana. Pero es obvio que en sus obras ha criticado duramente las ideas extremistas, la ignorancia, el analfabetismo y los prejuicios religiosos de su época.

## Obras
- Jalil Mammadguluzade. Obras: 4 tomos. I tomo.  Obras en prosa, dramas, poemas satíricos, traducciones
- Jalil Mammadguluzade. Obras: 4 tomos. II tomo. Folletines y artículos
- Jalil Mammadguluzade. Obras: 4 tomos. III tomo. Folletines y artículos
- Jalil Mammadguluzade. Obras: 4 tomos. IV tomo. Memorias, artículos, cartas.

## Películas sobre el escritor
1. Jalil Mammadguluzade(película, 1966)

## Películas sobre sus obras
1. Pocht qutusu (El Buzón, película, 1967)
2. Guzu (Oveja, película, 1967)
3. Gam panjarasi (La ventana de la pena, película, 1986)
4. Pirverdinin khoruzu (El gallo de Pirverdi, película, 1987)
5. Gurbanali bey (película, 1989)
6. O dunyadan salam (Buenos días del otro mundo, película, 1991)
7. Lal (El mudo, película, 1992)
8. Anamın kitabi (Libro de mi madre, película, 1994)
9. Nigarançılıq (Ansiedad, película, 1998)
10. Lal (El mudo, película, 2003)
11. Oyun (Juego, película, 2003)
12. Sirka (Vinagre, película, 2003)
13. Kefsiz (El triste, película, 2003)